# Tonči Valčić
Tonči Valčić (født 9. juni 1978 i Zadar, Jugoslavien) er en kroatisk håndboldspiller, der til dagligt spiller for den kroatiske ligaklub RK Zagreb. Han kom til klubben i 2008 fra spanske Ademar León, som han vandt Champions League med i 2006.

## Landshold
Valčić står (pr. januar 2009) noteret for over 80 kampe for det kroatiske landshold, som han blandt andet vandt guld med ved VM i 2003, samt sølv ved VM i 2005 og EM i 2008.